# Руська Теча
Руська Теча (рос. Русская Теча) — село у Красноармійському районі Челябінської області Російської Федерації.
Входить до складу муніципального утворення Русько-Теченське сільське поселення. Населення становить 1129 осіб (2010).

## Історія
Від 13 січня 1941 року належить до Красноармійського району Челябінської області.
Згідно із законом від 9 липня 2004 року органом місцевого самоврядування є Русько-Теченське сільське поселення.

## Населення
| 1997 | 2002  | 2010  |
| ---- | ----- | ----- |
| 1180 | ↘1151 | ↘1129 |